# Deuterollyta cacalis
Deuterollyta cacalis is een vlinder uit de familie van de snuitmotten (Pyralidae). De wetenschappelijke naam van de soort is voor het eerst geldig gepubliceerd in 1875 door Felder & Rogenhofer.